# Пулени

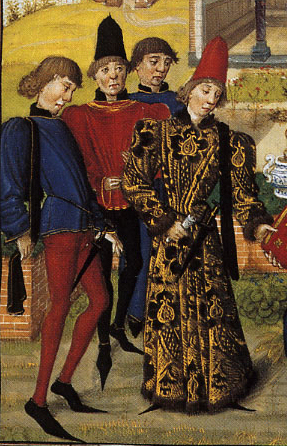
Середньовічні пулени

Пуле́ни (від франц. poulaine) — європейське чоловіче взуття з довгими носками, частина вбрання аристократів у середньовіччі. Цю моду запровадили лицарі, бажаючи підкреслити свою непричетність до фізичної праці.

## Фасон
Пулени виготовлялися з м'якого матеріалу (шкіри, оксамиту чи атласу), мали пласку підошву та довгі носки. Іноді носки були такі довгі (до 60 см), що їх кріпили ланцюжками до спеціальних браслетів на гомілках або до пояса, аби носки не заважали ходити. Їх також могли набивати мохом або кінським волоссям. Непрактичний носок вказував на далекість аристократів від фізичної праці. Виріз був низький, пулени могли застібалися на шнурівки чи застібки.
Броньовані черевики могли наслідувати пулени, щоб підкреслити статус власників.

## Історія
Пулени походять із Польщі, звідки їхня друга назва «краков». Під час правління Річарда II їх запозичили англійці. В XIV—XV ст. пулени стали ознакою заможності власників.
Пулени стали попередниками вінкл-пікерів — гостроносих чоловічих черевиків, які поширилася вже серед усіх верств населення наприкінці XIV ст.
За легендою, бідні швейцарські селяни завдали могутнім габсбурзьким кавалерам поразки через те, що ті носили непрактичні довгоносі черевики. У битві при Нікополі в 1396 році, коли османи розгромили армію європейських хрестоносців, французький контингент був змушений відрізати кінчики своїх пуленів, щоб швидко відступити. Того ж року французький король Карл V видав едикт про заборону виготовляти й носити пулени в Парижі. Англійський вірш 1388 року скаржився, що чоловіки не можуть ставати на коліна для молитви через надто довгі пулени. У 1463 році Едуард IV прийняв закон, який забороняв будь-кому, хто перебував у статусі лорда, есквайра чи джентльмена, носити пулени довші двох дюймів. У 1465 році таке взуття понад два дюйми завдовжки взагалі заборонили в Англії.